# الهوایلاه
ال-هوایلاه یک منطقهٔ مسکونی در یمن است که در استان حضرموت واقع شده‌است.